# Il nibbio
Pour plus de détails, voir Fiche technique et Distribution.
Il nibbio est un film dramatique et biographique belgo- italien réalisé par Alessandro Tonda et sorti en 2025.
Le film retrace les événements réels ayant mené à la mort du policier, fonctionnaire et agent secret italien Nicola Calipari (it), tué par des soldats américains.

## Synopsis
Le film retrace les 28 jours qui ont précédé les événements tragiques du 4 mars 2005, lorsque Nicola Calipari, haut responsable du SISMI, a sacrifié sa vie à Bagdad pour sauver celle de Giuliana Sgrena, journaliste au quotidien Il manifesto et prise en otage durant la guerre d'Irak.

## Fiche technique
- Titre italien original : Il nibbio[1]
- Réalisation : Alessandro Tonda
- Scénario : Davide Cosco, Sandro Petraglia, Lorenzo Bagnatori
- Photographie : Bruno Degrave, Paola Roberti
- Montage : Chiara Vullo
- Musique : Paolo Vivaldi (it)
- Décors : Sabrina Balestra
- Production : Andrea Borella, Saïd Hamich, Mario Mazzarotto
- Sociétés de production : Notorious Pictures, Rai Cinema, Tarantula
- Pays de production :  Italie -  Belgique
- Langue originale : italien
- Format : couleur
- Genres : film dramatique et biographique
- Durée : 92 minutes
- Date de sortie :
  - Italie : 6 mars 2025

## Distribution
- Claudio Santamaria : Nicola Calipari (it)
- Sonia Bergamasco : Giuliana Sgrena
- Anna Ferzetti : Rosa Maria Villecco (it)
- Biagio Forestieri : Stefano Chiarini (it)
- Andrea Giannini : Omero
- Sergio Romano (it) : Gabriele Polo (it)
- Antonello Liegi : Silvio Berlusconi
- Beniamino Marcone (it) : Alarico
- Maurizio Tesei : Killian
- Antonio Zavatteri (it) : Nicolò Pollari (it)
- Jerry Mastrodomenico (it) : Giulio Carbonaro
- Massimiliano Rossi (it) : Tiber
- Vanni Bramati (it) : Lamberto Giannini (it)
- Hossein Taheri : M. Simbel
- Alessandro Coccoli : Pier Scolari
- Beatrice De Mei : Silvia Calipari
- Silvia Degrandi : Giovanna Boursier
- Marta Giovannozzi : Andra
- Yonov Joseph : Clayton
- Walter Lippa : Rédacteur en chef du Manifesto
- Robert Madison (it) : Peter
- Alessandro Pacioni : Jeko
- Lorenzo Pozzan : Soldat américain
- Tommaso Ricucci : Filippo Calipari
- Paola Roberti : Elisabetta Belloni
- Davy Eduard King : Lieutenant Acosta
- Mirco Tahoun : Mario Lozano
- Diego Verdegiglio (it) : Gianni Letta
- Lucia Ceracchi : Laura Tintisona

## Production
Le film a été tourné à Rome et dans certaines localités du Maroc à partir du 29 mai 2024 pendant sept semaines.